# Spiceworld Tour
Spiceworld Tour a fost un turneu susținut de formația de muzică pop britanică Spice Girls ce a avut loc în Regatul Unit, Europa și America de Nord.